# Grallaria
Grallaria là một chi chim trong họ Grallariidae.

## Hình ảnh

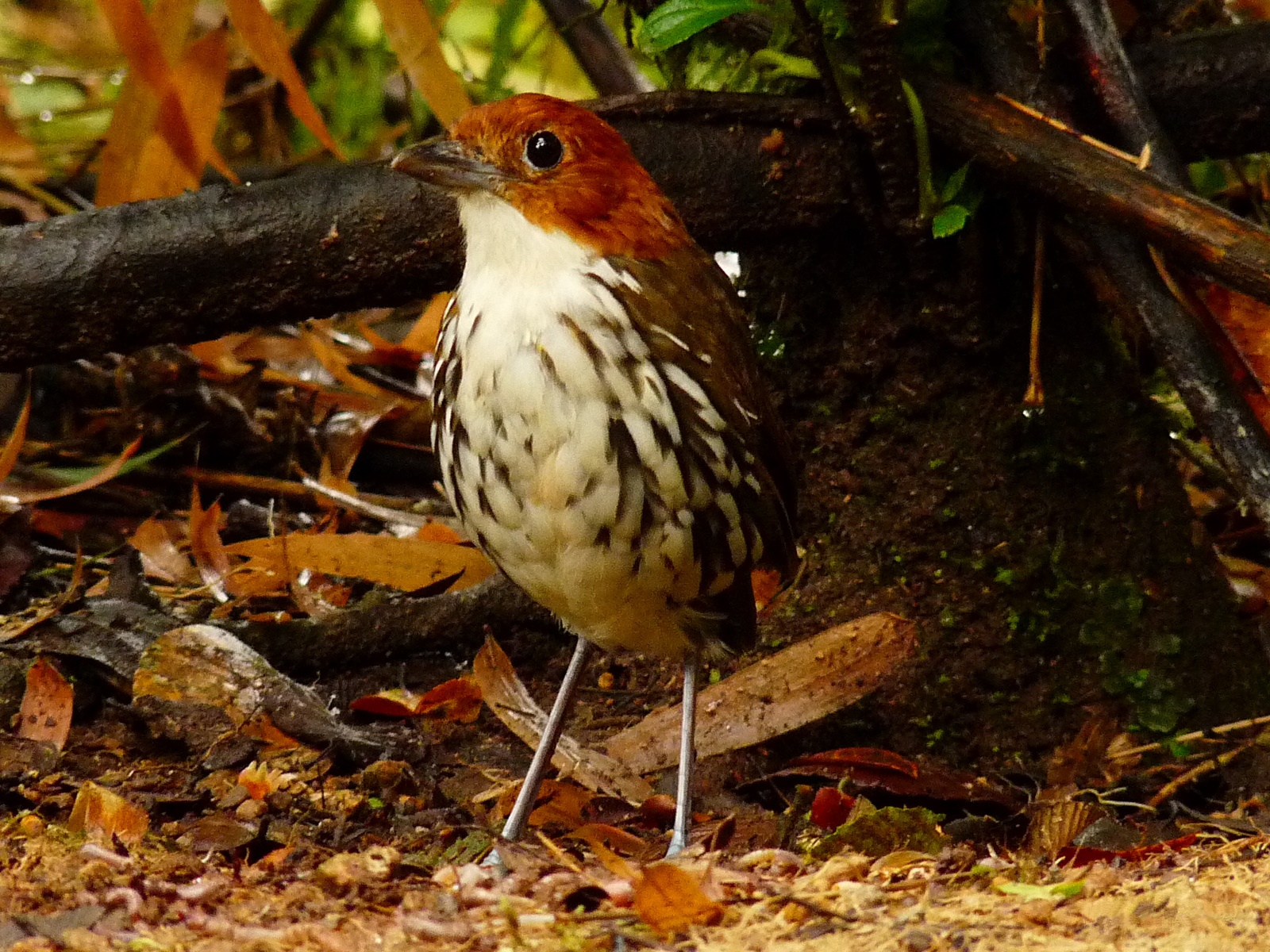
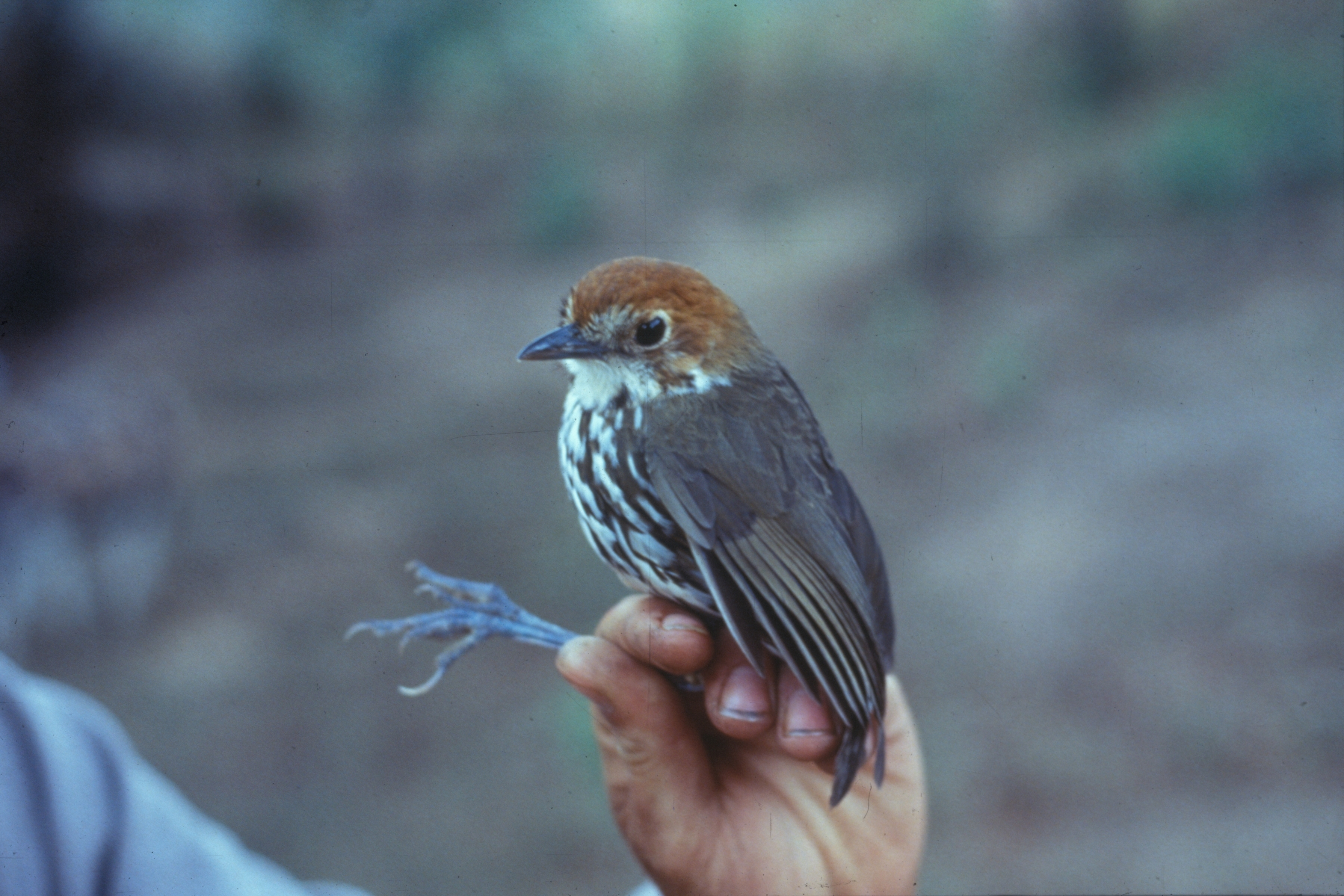